# Just for Kicks
Just for Kicks, amerikansk komedi- och familjefilm från 2003 i regi av Sydney J. Bartholomew Jr., med Dylan och Cole Sprouse i huvudrollerna.

## Handling
Enäggstvillingarna Dylan och Cole Martin (spelade av Dylan och Cole Sprouse) spelar fotboll i ett lag som är väldigt dåligt. När lagets tränare Presscott (som spelas av Tom Arnold) reser bort får tvillingarnas mamma Mandy hoppa in i stället för hennes man. Laget spelar bara sämre och sämre, men Dylan och Cole slår ändå vad med en spelare i det andra laget om vem som kommer att vinna den stora matchen. Vändningen kommer när tvillingarna möter Rudy, som visar sig vara ett proffs på just fotboll. Rudy hoppar in som tränare för laget.

## Rollista (urval)
- Cole Sprouse - Cole Martin
- Dylan Sprouse - Dylan Martin
- Tom Arnold - Presscott
- Lori Sebourn-Carhart - Mandy
- Jenna Gering - Louise
- Bill Dawes - Rudy